# Carey Lowell
Carey Lowell sinh ngày 11.2.1961, là một nữ diễn viên, cựu người mẫu người Mỹ.

## Cuộc đời
Lowell sinh tại Huntington, New York. Thời niên thiếu chị thường du hành với người cha, James Lowell, một nhà địa chất học. Sau khi tốt nghiệp trường cao trung, chị làm người mẫu cho Ford modeling agency. Chị đã làm người mẫu cho các khách hàng như Ralph Lauren và Calvin Klein, sau đó chị quay sang nghề diễn viên. Lowell theo học ở Đại học Colorado tại Boulder và văn chương ở Đại học New York, nhưng phải bỏ ngang vì công việc diễn xuất.

## Sự nghiệp
Các vai diễn đáng chú ý của Lowell là vai Pam Bouvier người yêu của James Bond trong phim Licence to Kill (1989) và phụ tá công tố viên Jamie Ross trong loạt phim truyền hình Law & Order, một nhân vật mà chị tái thể hiện trong phim phụ thuộc Law & Order: Trial by Jury.

## Đời tư
Lowell đã kết hôn 3 lần. Người chồng đầu tiên của chị là nhà chụp hình thời trang John Stember (1984-1988). Người chồng thứ hai là diễn viên Griffin Dunne từ 1989 tới 1995; họ có một con gái, Hannah Dunne, sinh vào tháng 4 năm 1990.
Lowell tái hôn với nam diễn viên Richard Gere ngày 9.11.2002, sau nhiều năm cặp bồ. Họ có một con trai, Homer James Jigme Gere, sinh trong tháng 2 năm 2000. Cũng như chồng, Lowell là người ủng hộ và bảo tồn văn hóa Tây Tạng và là tín đồ của Phật giáo Tây Tạng.

## Các phim tham gia
- Dangerously Close (1986)
- Club Paradise (1986)
- Down Twisted (1987)
- Me and Him (1989)
- Licence to Kill (1989)
- The Guardian (1990)
- Road to Ruin (1991)
- Sleepless in Seattle (1993)
- Love Affair (1994)
- Leaving Las Vegas... Bank Teller... (1995)
- Duke of Groove (1996) TV Movie
- Fierce Creatures (1997)
- Big Apple (2001)
- More Than Meets the Eye: The Joan Brock Story (2003) TV Movie
- Law & Order (49 episodes, 1996-2001)
- Law & Order: Trial by Jury (2005)
- Empire Falls (2005)
- Six Degrees (2006-2007)